# Confrérie des pénitents blancs de La Brigue
La confrérie des pénitents blancs de La Brigue ou vénérable confrérie de l'Assomption et de l'Annonciation de la Bienheureuse Vierge Marie est une confrérie catholique de pénitents blancs fondée en 1395 et sise à La Brigue.

## Création

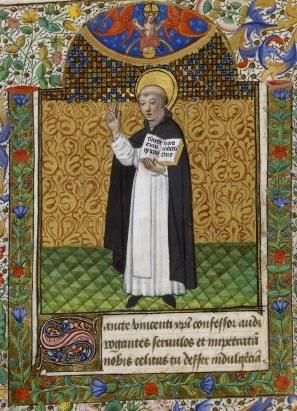
Saint Vincent Ferrier

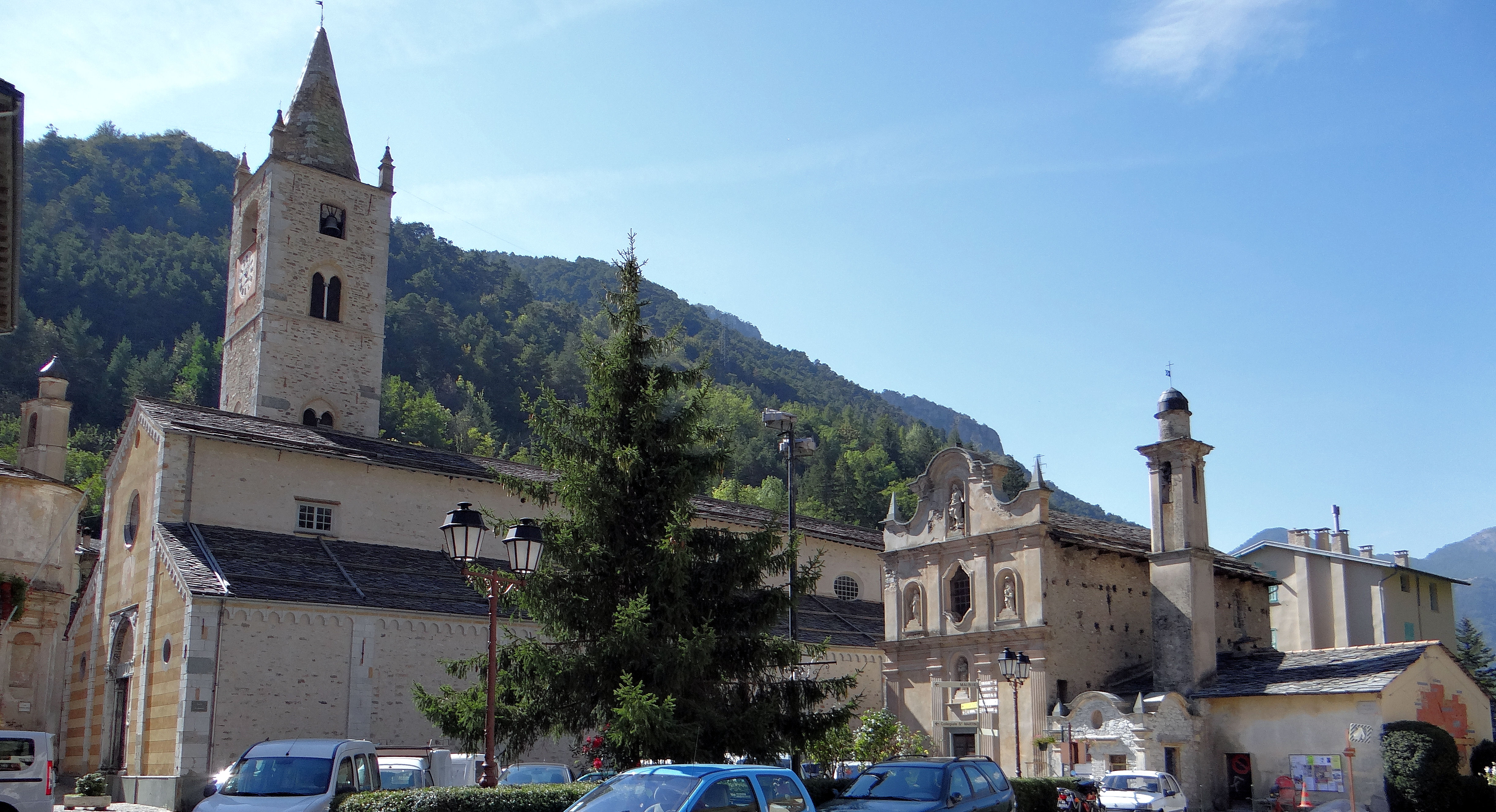
Chapelle de l'Assomption à côté de la collégiale

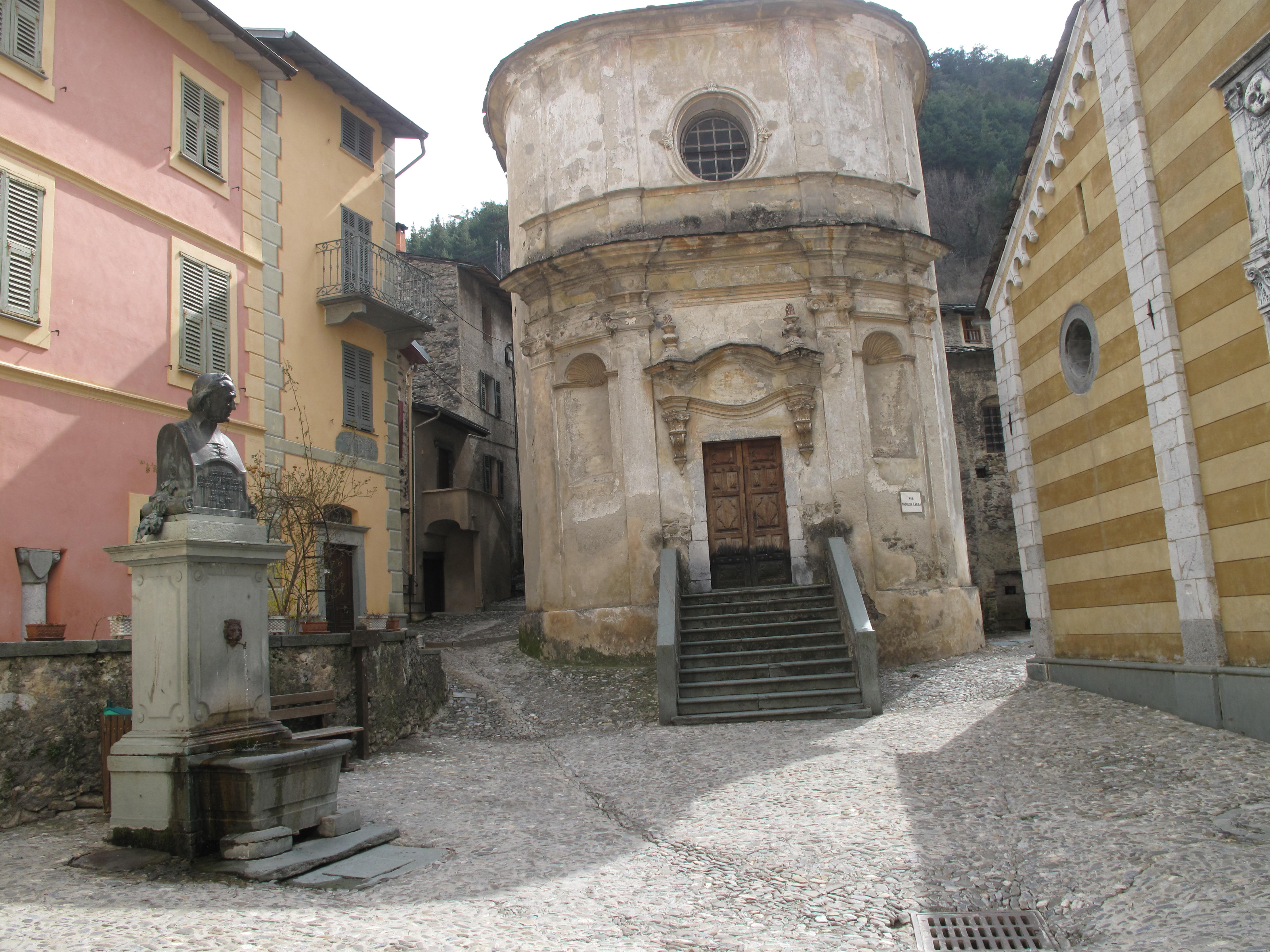
Chapelle supérieure de l'Annonciation (ou chapelle des Pénitents blancs d'en-haut)

La confrérie des pénitents Blancs dédiée à Notre-Dame de l'Assomption a été fondée à La Brigue en 1395 par saint Vincent Ferrier. Le célèbre prédicateur dominicain qui parcourait le Piémont et la Lombardie au début du XVe siècle a mené une campagne de prédication à La Brigue à l'occasion de laquelle il a encouragé les habitants à ériger une confrérie. La rue qui se trouve entre la collégiale et la chapelle de l’Assuntà perpétue d’ailleurs la mémoire du passage du saint dominicain à La Brigue.
Cette date de 1395 fait de la confrérie brigasque une des plus anciennes du comté de Nice avec les Blancs de Sospel.

## La scission duXVIIesiècle
Au XVIIe siècle une scission au sein de la confrérie entraine le départ d'une partie des pénitents qui fondent la Confrérie de l'Annonciade. La nouvelle confrérie refuse d'abandonner le sac blanc pour adopter une autre couleur ce qui explique l'originalité de La Brigue qui était le seul village du Comté de Nice à réunir deux confréries de même couleur. On a pris l'habitude de distinguer les deux confréries par la position de leurs chapelles respectives autour de la collégiale Saint-Martin: dans les archives les pénitents de l'Assomption sont dits pénitents blancs d'en bas et ceux de l'Annonciade pénitents blancs d'en haut. 
Sociologiquement la confrérie de l'Assomption regroupe plutôt les propriétaires terriens et la modeste aristocratie locale, celle de l'Annonciade recrute davantage dans la bourgeoisie urbaine. Les pénitents de l'Assomption gèrent un hôpital situé dans le quartier de la collégiale jusqu'à la fin du XVIIIe siècle alors que les pénitents de l'Annonciade possèdent un important mont frumentaire. 
Au cours du XIXe siècle les confréries atteignent l'apogée de leur influence au sein de la communauté brigasque, la quasi-totalité des chefs de familles y ont un siège qui se transmet de façon héréditaire. À cette époque les deux chapelles sont réaménagées et embellies. 

## Union et déclin des confréries brigasques
La saignée de la Première Guerre mondiale entraine une baisse considérable des effectifs des deux confréries, puis l'exode rural qui dépeuple progressivement La Brigue amplifie le phénomène de vieillissement des pénitents ce qui conduit les deux confréries à se réunir de nouveau sous l'autorité d'un conseil d'administration commun vers 1930. La confrérie unifiée des pénitents blancs de La Brigue disparait administrativement en 1947 lors du rattachement de la commune à la France car les statuts ne reçoivent pas les modifications nécessaires en vue d'adopter un statut juridique d'association selon la loi de 1901. 
Les charges continuent néanmoins de se transmettre de façon héréditaire et les biens de la confrérie sont gérés par l'Association Diocésaine de Nice. Progressivement les derniers membres ne portent plus l'habit de pénitents et la confrérie n'est plus régulièrement assemblée. 

## Réactivation de la confrérie

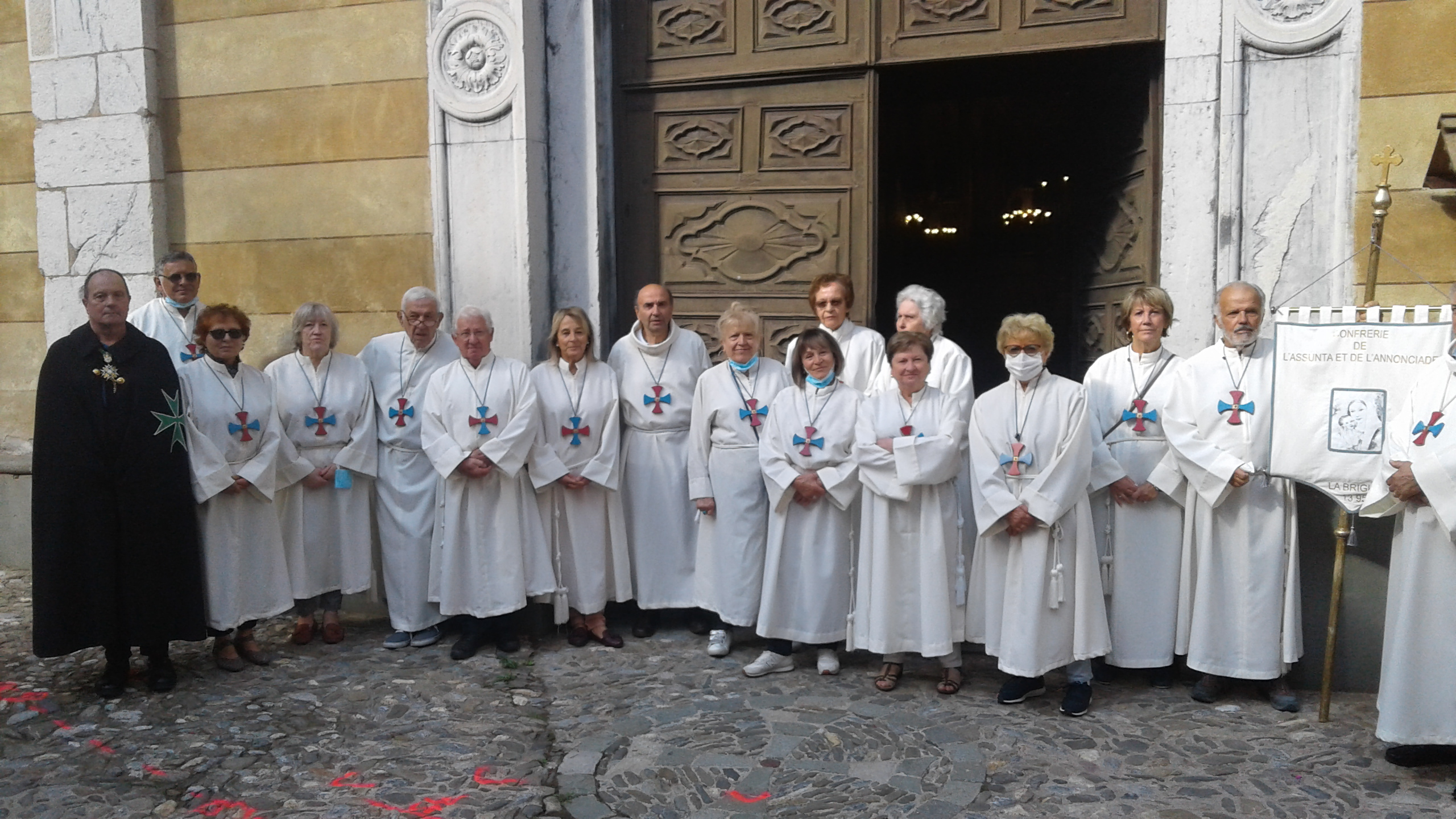
Vénérable confrérie de l'Assomption et de l'Annonciation de la Bienheureuse Vierge Marie

En 2015 les derniers Brigasques pourvus des charges de pénitents de façon héréditaire décident de permettre la réactivation de la confrérie en ouvrant plus largement le recrutement, en adoptant des statuts associatifs et en remettant en vigueur les usages spirituels de la confrérie. La confrérie des pénitents blancs de La Brigue issue de la réunion des deux antiques confréries brigasques et portant le titre de "vénérable confrérie de l'Assomption et de l'Annonciation de la Bienheureuse Vierge Marie" a été officiellement approuvée par l'évêque de Nice en juin 2016. La réorganisation de la confrérie est confiée à la Société du Saint-Sépulcre qui assure à la fois le parrainage des démarches administratives et la formation des nouveaux membres qui sont reçus canoniquement comme pénitents le  3 septembre 2016.